# Gopi Chandra Parki
Gopi Chandra Parki (* 25. Juli 1989) ist ein nepalesischer Leichtathlet, der sich auf den Langstreckenlauf spezialisiert hat.

## Sportliche Laufbahn
Erste internationale Erfahrungen sammelte Gopi Chandra Parki bei den Asienspielen 2014 in Incheon, bei denen er im 5000-Meter-Lauf in 14:57,75 min auf Rang 15 gelangte und wurde über 10.000 Meter mit neuem Landesrekord von 30:30,99 min Neunter. 2016 nahm er erstmals an den Südasienspielen in Guwahati teil und belegte dort im 10.000-Meter-Lauf in 31:29,63 min den sechsten Platz. 2017 gelangte er bei den Asienmeisterschaften in Bhubaneswar in 15:52,75 min auf Platz neun über 5000 Meter und gelangte über 10.000 Meter nicht ins Ziel. Zudem gewann er im September beim Kathmandu-Marathon. 2018 nahm er im Marathonlauf an den Asienspielen in Jakarta teil, konnte dort sein Rennen aber nicht beenden. Im Jahr darauf siegte er bei den Südasienspielen in Kathmandu in 14:54,20 min über 5000 Meter und 2023 gelangte er bei den Asienspielen in Hangzhou mit 14:22,15 min auf Rang elf.
2018 wurde Parki nepalesischer Meister im 5000- und 10.000-Meter-Lauf sowie 2019 erneut über 5000 Meter und 2022 über 3000 Meter.

## Persönliche Bestzeiten
- 3000 Meter: 8:29,5 min, 24. Juni 2022 in Tripureshwor
- 5000 Meter: 14:22,15 min, 4. Oktober 2022 in Hangzhou
- 10.000 Meter: 30:30,99 min, 2. Oktober 2014 in Incheon
- Marathon: 2:21:04 h, 26. November 2017 in Dongguan